# Gerry Norquist
Gerry Norquist (29 mei 1962) is een Amerikaanse golfprofessional. Zijn betovergrootouders hadden de Noorse en Zweedse nationaliteit en emigreerden naar de Verenigde Staten.
Al jong kwam Norquist in aanraking met de golfwereld omdat zijn vader in het bestuur zat van de Amerikaanse Golf Federatie (USGA). Gerry werd hoofd van de jeugdafdeling in Oregon en verkocht levensverzekeringen.

## Professional
Norquist werd in 1988 professional en werd assistent-pro op de Eugene Country Club. Hij won zijn eerste toernooi in 1990 in Venezuela, waar zijn echtgenote vandaan komt. Vanaf 1991 speelde hij op de Aziatische PGA Tour, en sinds 2006 zit hij daar in het bestuur. 
Norquist won het Maleisisch Open in 1995 en weer in 1999, toen het ook meetelde voor de Europese Tour, waardoor hij daar twee jaar speelrecht kreeg. 

### Gewonnen
Aziatische Tour
- 1993: Benson and Hedges Malaysian Open
- 1995: Royal Perak Classic op de Royal Perak Golf Club in Perak, Maleisië
- 1996: Omega Asian PGA Championship
- 1997:  DFS Galleria Guam Open in Guam, Hawaii
- 1998: Volvo Asian Matchplay Championship
- 1999: Benson and Hedges Malaysian Open

Europese Tour
- 1999: Benson and Hedges Malaysian Open

Elders
- 1990: El Junko Open (Venezuela)
- 1994: Palm Springs Open
- 1997: Mercuries Taiwan Masters
- 2002: Sedona Open
- 2004: Sedona Open

## Senior Tour

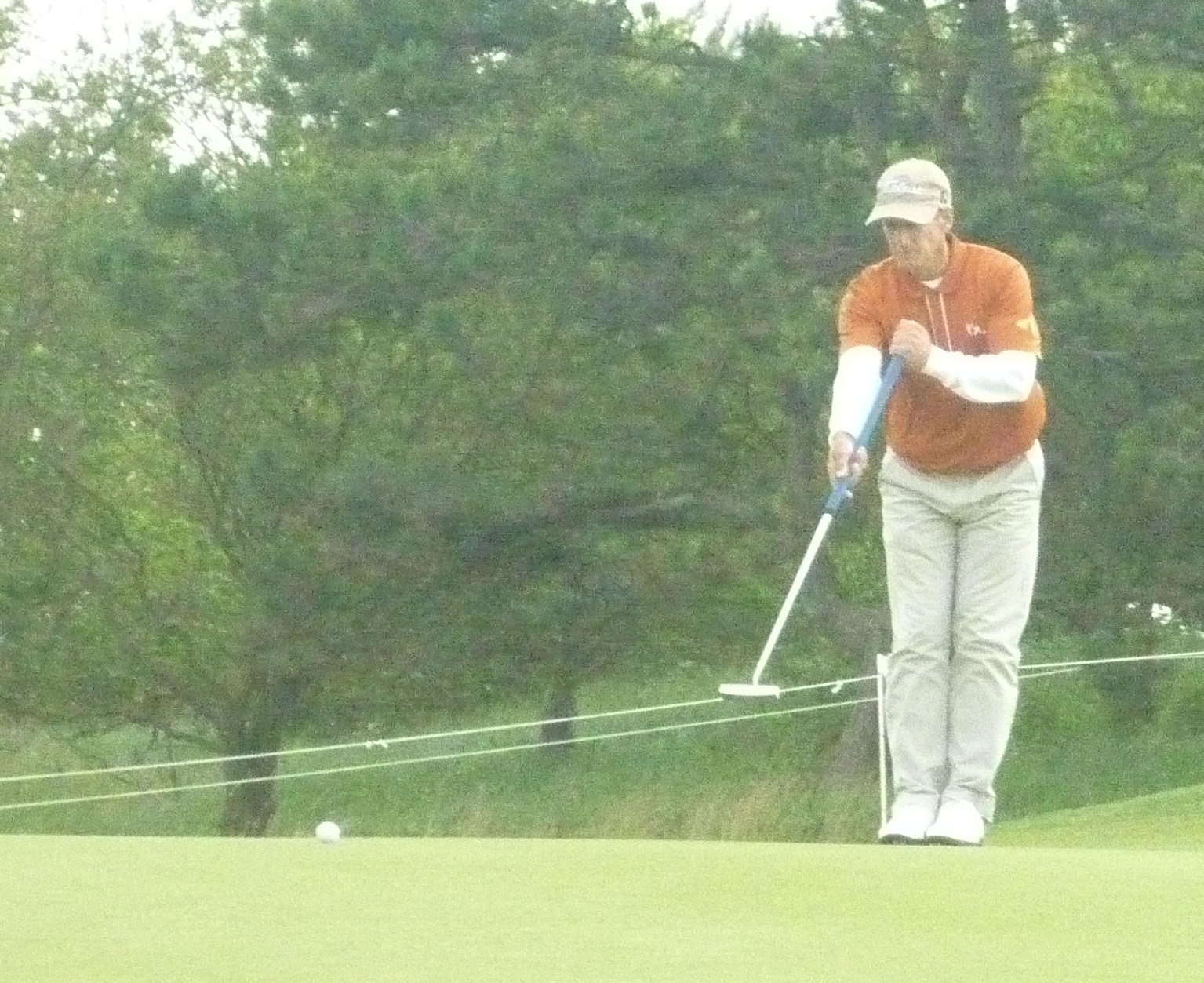
Nieuwe putter

Norquist werd in mei 2012 vijftig jaar en speelt sindsdien op de Europese Senior Tour. Zijn eerste toernooi was de Benahavís Senior Masters.

## Trivia
In 2010 kreeg hij het advies om een andere putter te gebruiken. Met deze nieuwe, semilange putter gaat hij om zich op te lijnen naast de bal staan met zijn gezicht naar de vlag. Om de bal te spelen wordt dan een swing gemaakt van achteren naar voren.  